# Цзин (правитель Бохая)
Цзин (личное имя Сюань-си)(кор. Кён-ван\Хён-сок) — 13-й император государства Бохай, правивший в 871—893 годах.